# Brezno (Podvelka)

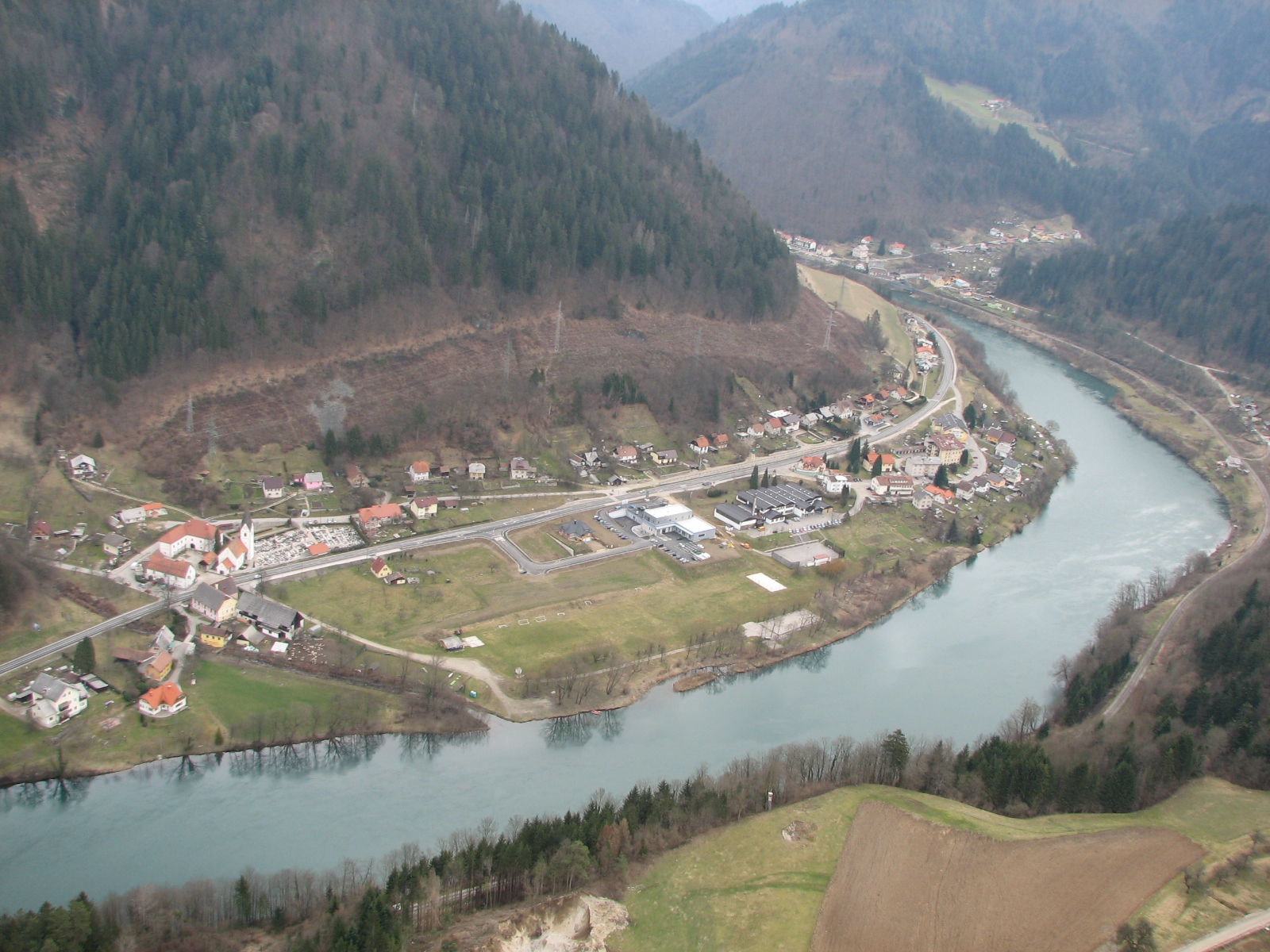
Brezno im Drautal

Brezno (früher auch Brezovo oder Brezjo, deutsch Fresen) ist ein Ort im Tal der Drau im Norden von Slowenien.

## Geografie
Brezno gehört zur Gemeinde Podvelka (Podwölling). Es liegt auf 309 m Seehöhe am nördlichen (linken) Ufer der Drau und hat 429 Einwohner (2017), wodurch das Dorf die bevölkerungsreichste Ortschaft der Gemeinde ist. Die Drau bildet in diesem Bereich den Stausee des östlich von Brezno liegenden Wasserkraftwerkes Ožbalt.
Die Postleitzahl des Ortes ist 2363. Für Statistiken wird der Ort zur Region Koroška gezählt.
Der Name „Fresen“ wird auf die slawischen Wörter *brěz'na, brěz'nik für Birken, Birkenau, Birkenhain, Birkenwald zurückgeführt.

## Geschichte
Das Gebiet von Brezno/Fresen liegt im Drauwald, dem Grenzgebiet zwischen dem historischen Unterkärnten (Karantanien, Herzogtum Kärnten, Grafschaft Jauntal) und der Mark an der Drau („Mark hinter dem Drauwald“, von Kärnten aus gesehen). Der Drauwald war Teil der Marcha orientalis, des Grenzbereiches zwischen den Gebieten des Ostfrankenreiches und des Heiligen Römischen Reiches in Kärnten und den Gebieten der Awaren bzw. Magyaren/Ungarn in der ungarischen Tiefebene und deren Randgebieten.
Als Grenzlinie im Drauwald wird der Lauf der Gewässer Velka (Wölka)– Drau–Črmenica (Tschermenitzen-Graben bei Ožbalt/St. Oswald im Drauwalde östlich von Brezno) angenommen. Die Mark an der Drau wurde nach 1147 an die Mark an der Mur angeschlossen, sie gehörte damit zum Kerngebiet der Steiermark im Mittelalter.

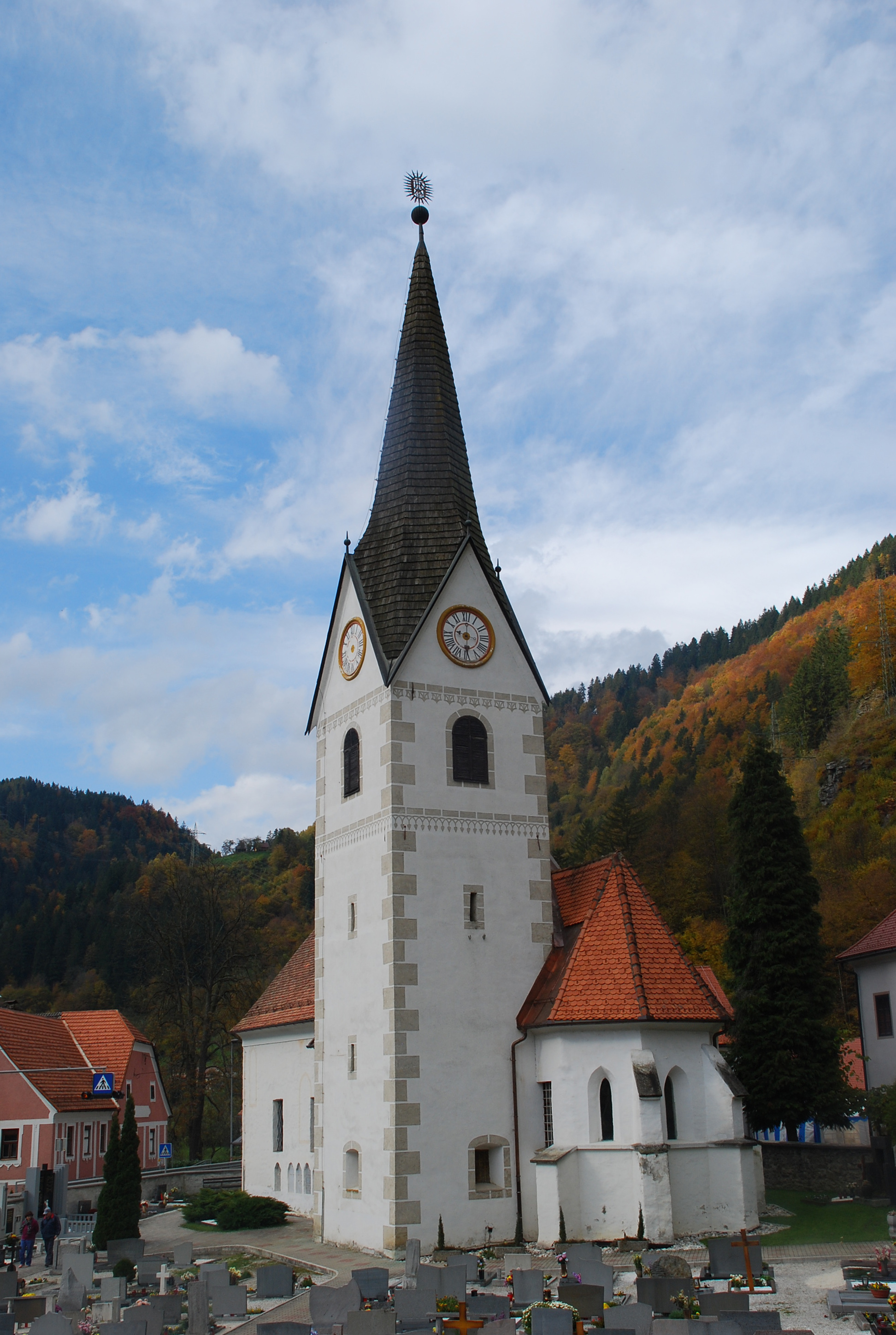
Pfarrkirche zur Hl. Maria, „Unser Frauen zu Fresen“: erstmals erwähnt im 12. Jahrhundert

Brezno gehörte seit dem 13. Jahrhundert durch eine Verfügung Bernhard von Spanheims zur Grundherrschaft des Benediktinerstifts St. Paul.
Die Kirche von Brezno ist Ende des 12. Jahrhunderts erstmals urkundlich genannt. Die Verbindung mit dem Benediktinerstift ist durch den Wahlspruch Ora et labora am Eingangsgitter zum Kirchhof von Brezno auch im 21. Jahrhundert belegt. Es gibt in der Umgebung, in der südlichen Steiermark, mehrere Orte mit dem Namensteil „Fresen“, so bei Schwanberg oder in der ehemaligen Gemeinde Wielfresen, die in älteren Unterlagen zu Verwechslungen führen können.
Nach der Vierteleinteilung der Steiermark 1462 gehörte Brezno zum Viertel zwischen Mur und Traa (Drau).
m 15. und 16. Jahrhundert lag Brezno im Gebiet der Landgerichte Mahrenberg und Remschnig.
Im 18. und 19. Jahrhundert lag das Gebiet im Marburger Kreis.
Der Ort war Sitz der Pfarre Unser Frawen zw Fresen. Ihr geistlicher Lehensherr (Patron, Schirmherr) und weltlicher Vogt war der Abt von St. Paul, ihm hatten die Bewohner Dienste und Abgaben (auch Unterstützung militärischer Ausstattung in den Kriegen gegen die Türken) zu leisten.
1528 wurde die Pfarre von einem Pfarrer und einem Gemeinpriester betreut. Confirmator (Firmspender) war der Bischof von Lavant, zu dessen Diözese das Gebiet gehörte. Nach dem Protokoll der landesfürstlichen Visitation 1528, die für die Pfarre Fresen am 23. Juni 1528 in Windischgraz stattgefunden hatte, ergab die Visitation außer der Feststellung, die Beleuchtung des Ewigen Lichtes sei „etliche Wochen“ lang nicht erfolgt und daher („zwifacht“) nachzuholen sowie, dass von den Opfern „der drittail dem pharrer bleiben“ solle, keine weiteren Vermerke.
Die Zahl der Personen, welche die Kommunion empfangen hatten, konnte wegen Erkrankung des Pfarrers nicht angegeben werden.
Die folgende Visitation 1544/45 vermerkte, dass die Pfarre „Unser Frauen zu Fresn bey der Traa“ damals ungefähr 100 Personen aufwies, die zur Kommunion gingen.
Die Präsentation von Priestern aus der Diözese Aquileia
für die Pfarren Fresen und Remschnigg am 3. März 1596 seitens des Abtes von St. Paul und deren Bestätigung durch Bischof Georg Stobäus von Palmburg ist ein Beleg für die Beziehungen der Diözese Lavant zum Patriarchat Aquileia. Am 4. Februar 1666 ist die Präsentation eines Benediktinermönchs dokumentiert.
Ab 1770, in der ersten Personen- und Häusererfassung in Österreich, sind Häuser und Menschen aus Fresen in einem eigenen Numerierungsabschnitt erfasst. Gemeinsam mit den anderen Numerierungsabschnitten in Mahrenberg und Remschnigg gehörte das Gebiet von Fresen zunächst zum Werbbezirk Faal (slow. Fala),
ab 1789 dann zum Werbbezirk Mahrenberg
im Marburger Kreis.
Das Gebiet um Ožbalt einschließlich Kapla na Kozjaku (Ober- und Unterkappel) wurde 1789 aus der Pfarre Fresen gelöst. Kappel kam zur Pfarre Remschnigg (Werbbezirk Arnfels
in der Südsteiermark). Ožbalt wurde selbständige Pfarre.
Bis 1818/19 war der „Kamm“, ein Felsen in der Drau bei Fresen, ein Hindernis für die Drauschiffahrt. Er wurde damals gemeinsam mit anderen Hindernissen beseitigt.
Nach der Neuordnung der Gemeinden 1850 wurde Fresen mit den bis dahin selbständigen Gemeinden Jaunegg und St. Oswald zur neuen Gemeinde Fresen zusammengelegt. Die neue Gemeinde gehörte zum Sprengel des Bezirksgerichtes und Steueramtes Mahrenberg in der Bezirkshauptmannschaft Windischgratz. Fresen hatte damals 282, St. Oswald 229 und Jaunegg 246, die gesamte neue Gemeinde somit 757 Einwohner (Seelen).
Sie blieb Pfarrort. Das neue Fresen umfasste 3905 Joch 1402 Quadratklafter (= ca. 2250 Hektar), es lag ungefähr zehn Stunden vom Sitz der Bezirkshauptmannschaft und drei Stunden vom Sitz des Bezirksgerichtes entfernt (Fußweg bzw. Ochsenkarren).

## Infrastruktur
Die slowenische Hauptstraße 1 Mariborska cesta (Marburger Straße) führt im Gebiet von Brezno durch das enge, durch steile Hänge begrenzte Drautal. Bei Brezno zweigen Straßen nach Norden, in das Tal des Remšniški potok (Remschnikbach), des Bresniški potok (Fresenbach) und des Potočnikov potok ab. Diese Verbindungen führen nach Sv. Juri (St. Georgen) und nach Sv. Pankrac/St. Pongratzen an der Grenze zu Österreich, danach in die Gemeinde Oberhaag und nach Großradl in der Südsteiermark.
Diese Verbindungen sind nicht alle mit Personenkraftwagen passierbar, sie werden von Wander-, Mountainbike- oder Radwanderwegen wie z. B. der „Austria-Slovenija Tour“ genützt.
Südlich von Brezno zweigt eine Straße in das Gebiet des Pohorje (Bachern) ab, die über Ribnica na Pohorju (Reifnig am Bachern) nach Slovenske Konjice (Gonobitz) oder Slovenj Gradec (Windischgraz) führt.
Brezno liegt an der Autobuslinie Maribor↔Radlje ob Dravi und an der Eisenbahnstrecke Maribor–Dravograd–Bleiburg–Klagenfurt (Drautalbahn, einer ehemaligen Strecke der Südbahngesellschaft). Die Eisenbahnstation trägt den Namen der Gemeinde Podvelka, in alten Karten ist sie als Reifnig-Fresen eingetragen, nach dem Ort Ribnica na Pohorju südlich von Brezno in der Pohorje. Ungefähr zehn Busse und fünf Züge täglich verbinden Brezno mit Maribor. Die Bahnreise für die 35 km lange Strecke dauert etwa 55 Minuten, nach Prevalje und Holmec an der Grenze zu Österreich (nächste österreichische Station Bleiburg) wird vom Personenzug für 40 km etwa eine Stunde benötigt.

## Pfarrkirche
Die Kirche zur „Heiligen Maria in der Fresen“ ist urkundlich erstmals in der Zeit von 1161 bis 1184 erwähnt. Ihre Grundlage ist ein Bau aus der Romanik und frühen Gotik, der Turm wurde 1671 hinzugefügt. Die Inneneinrichtung ist aus der Zeit des Barock. Die Kirche ist im slowenischen Kulturgüterregister unter Nr. 2909 eingetragen.

Brezno und Umgebung
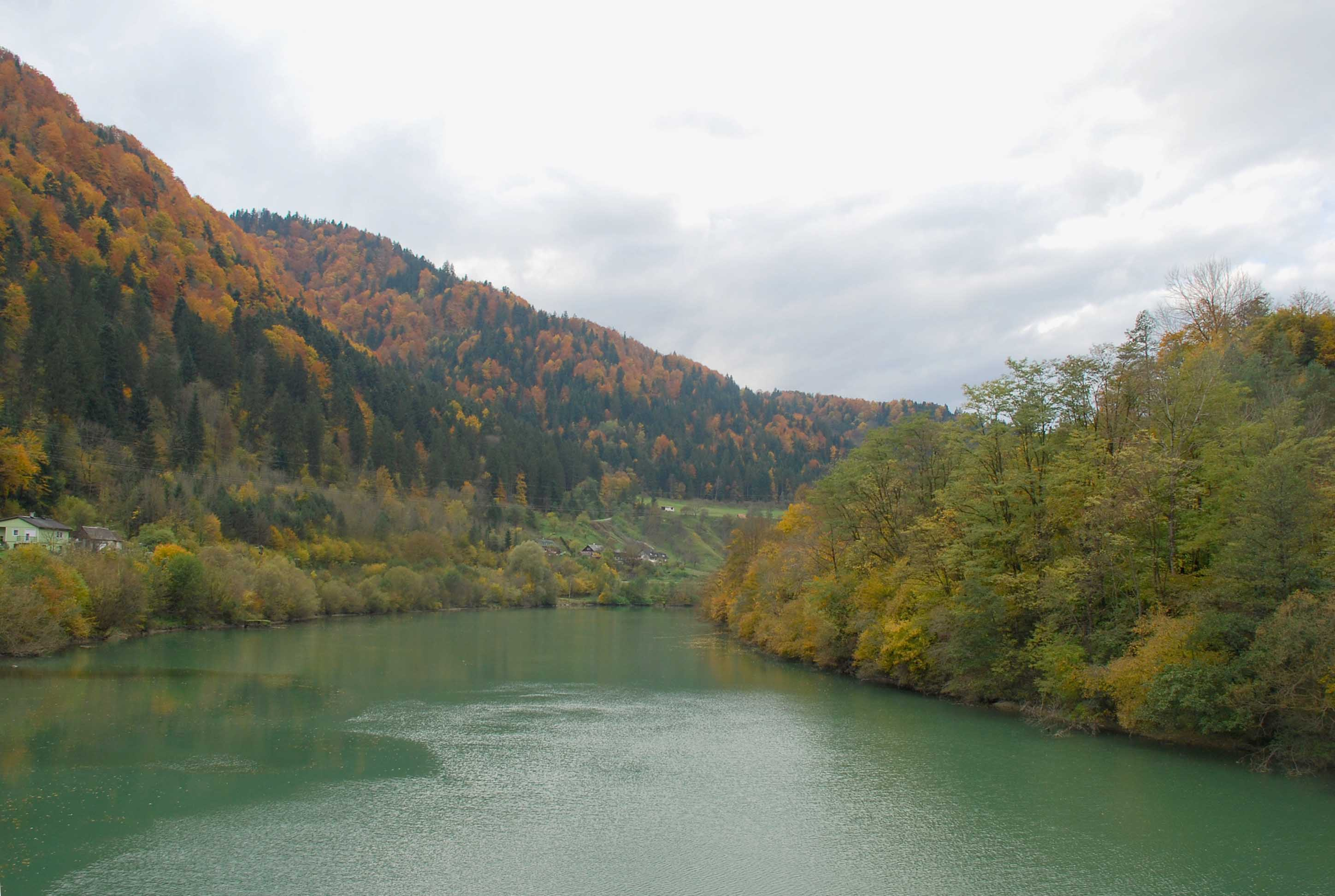
Drautal bei Brezno von der Brücke nach Westen
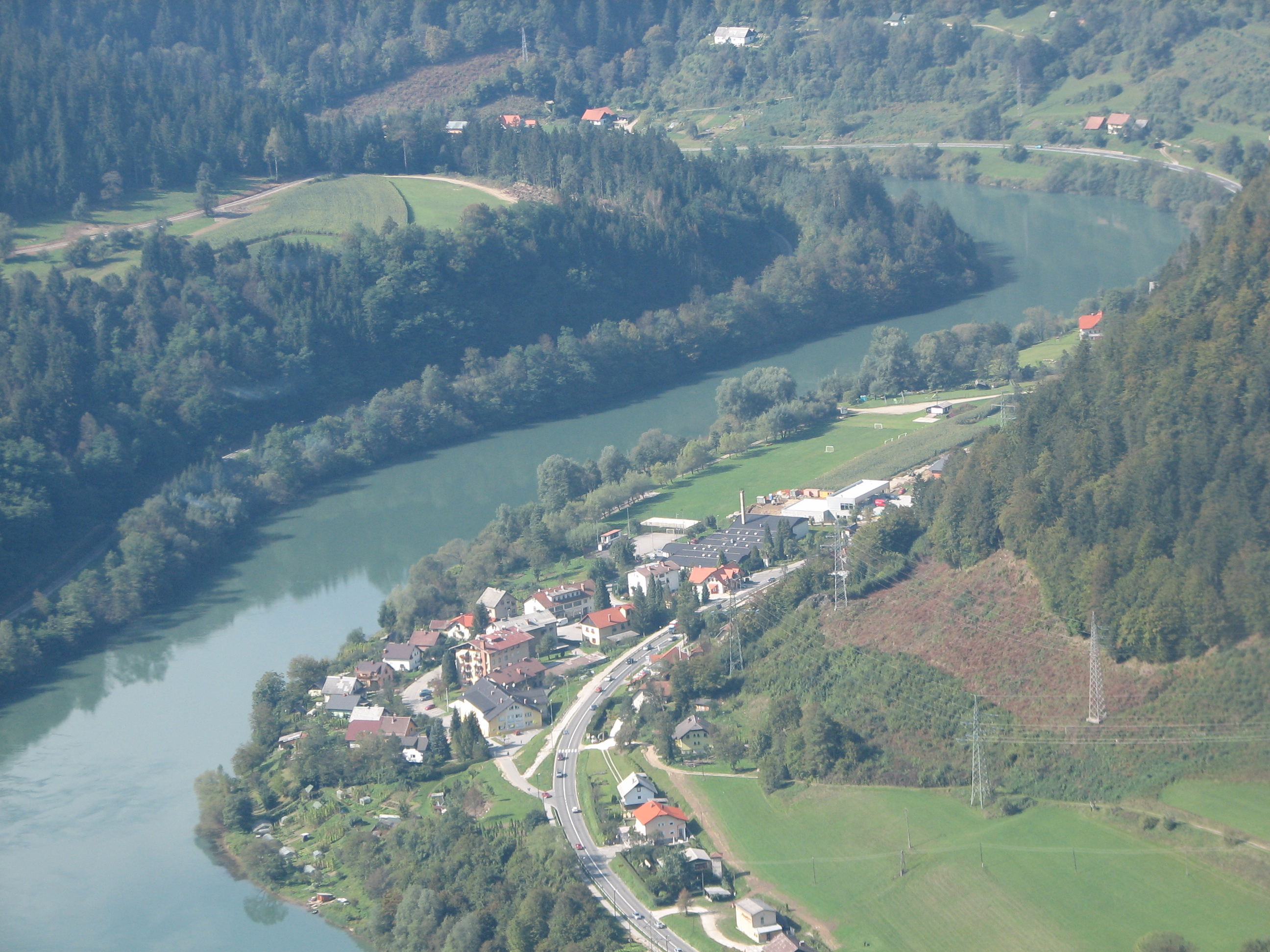
Südosten von Brezno an der Draubiegung
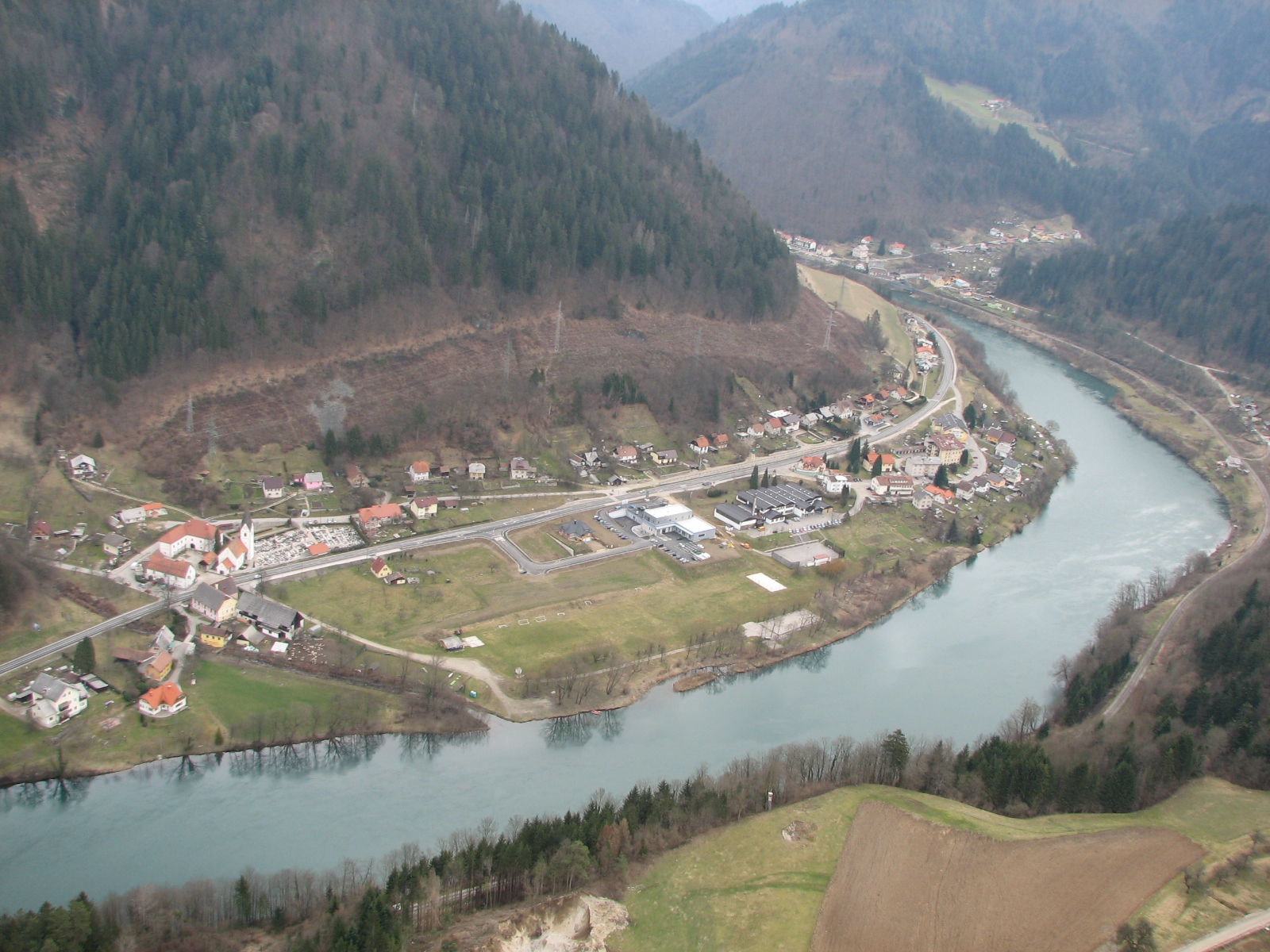
Brezno im Drautal
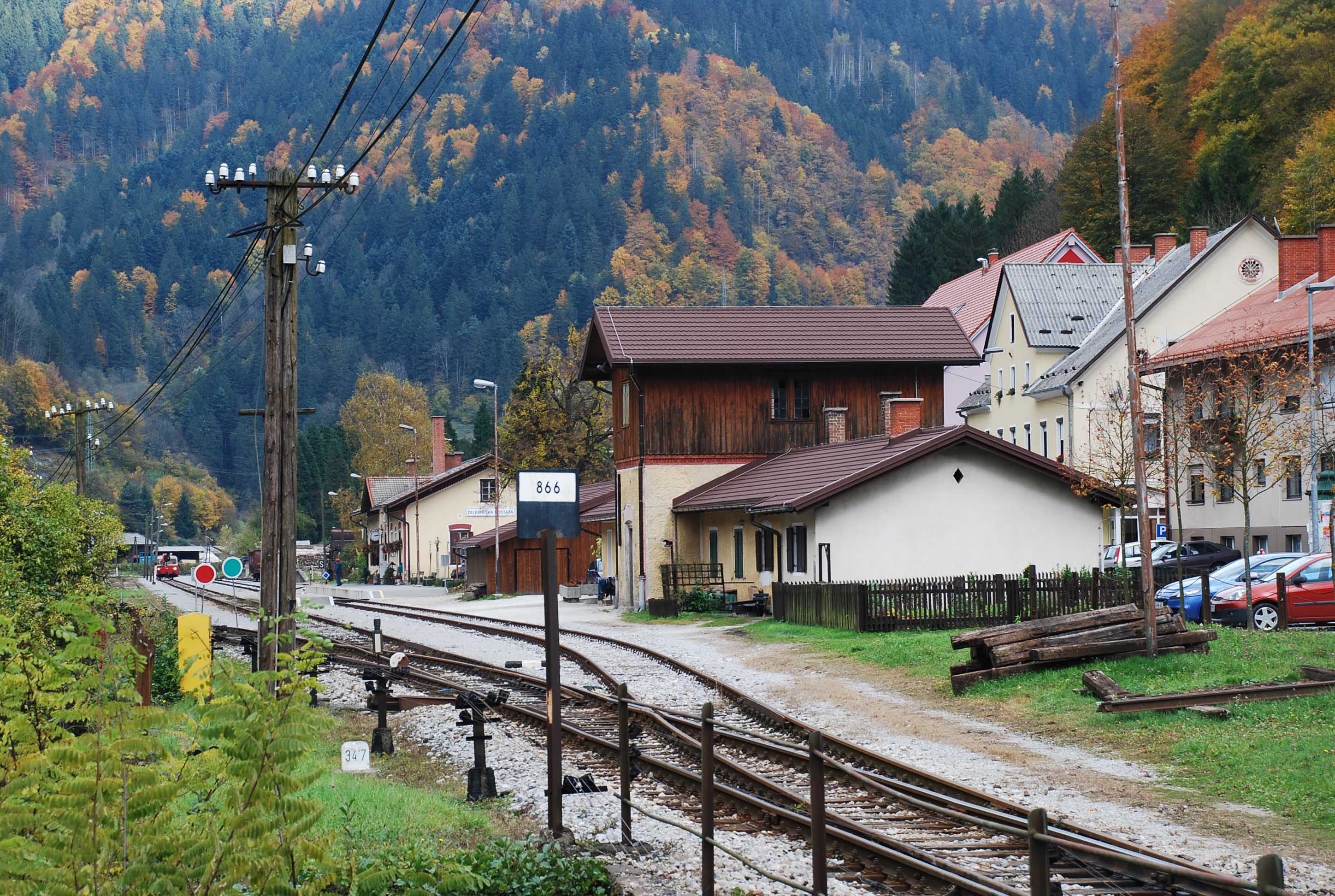
Bahnhof Podvelka (Reifnig-Fresen): eröffnet 1863
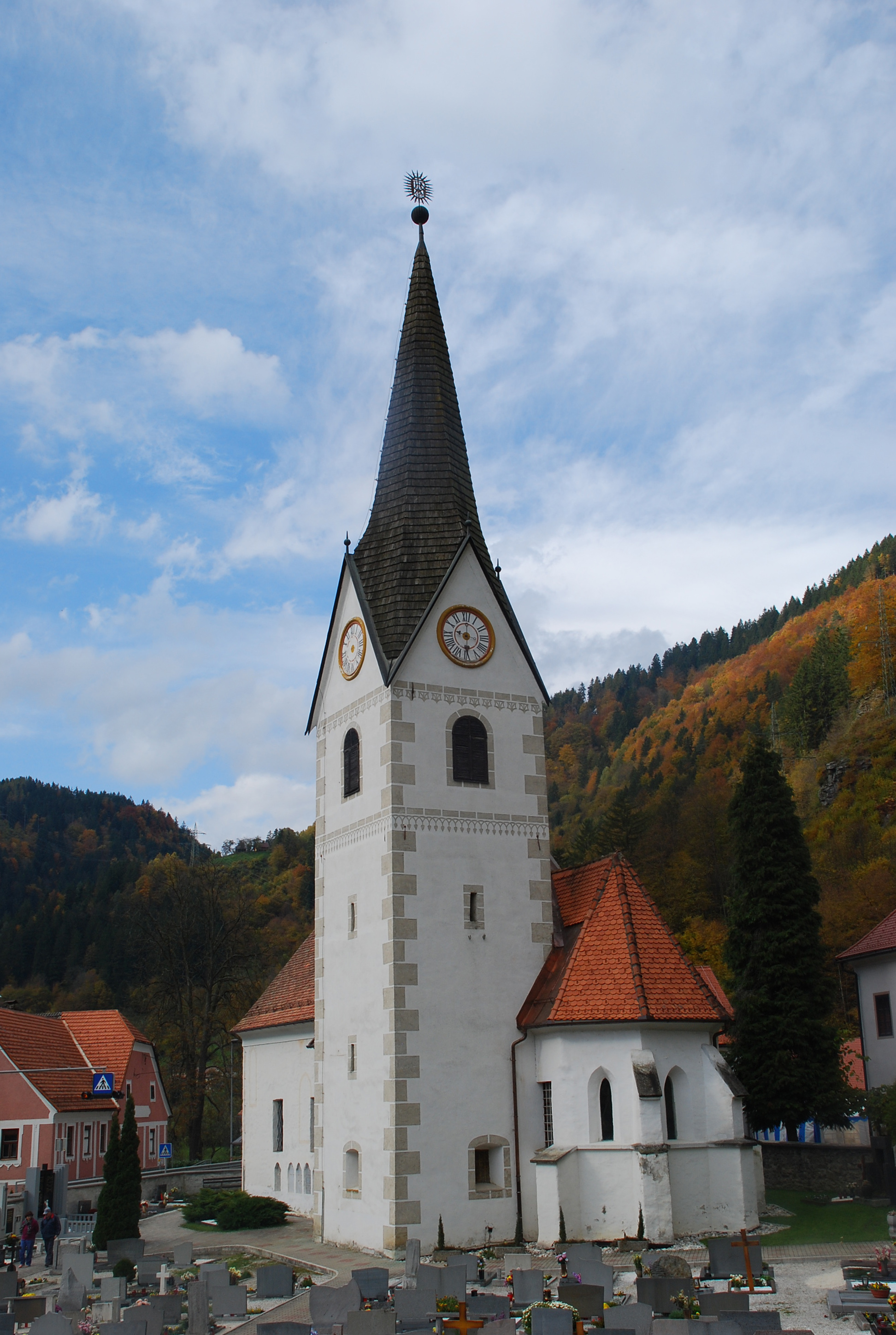
Kirche St. Maria in der Fresen
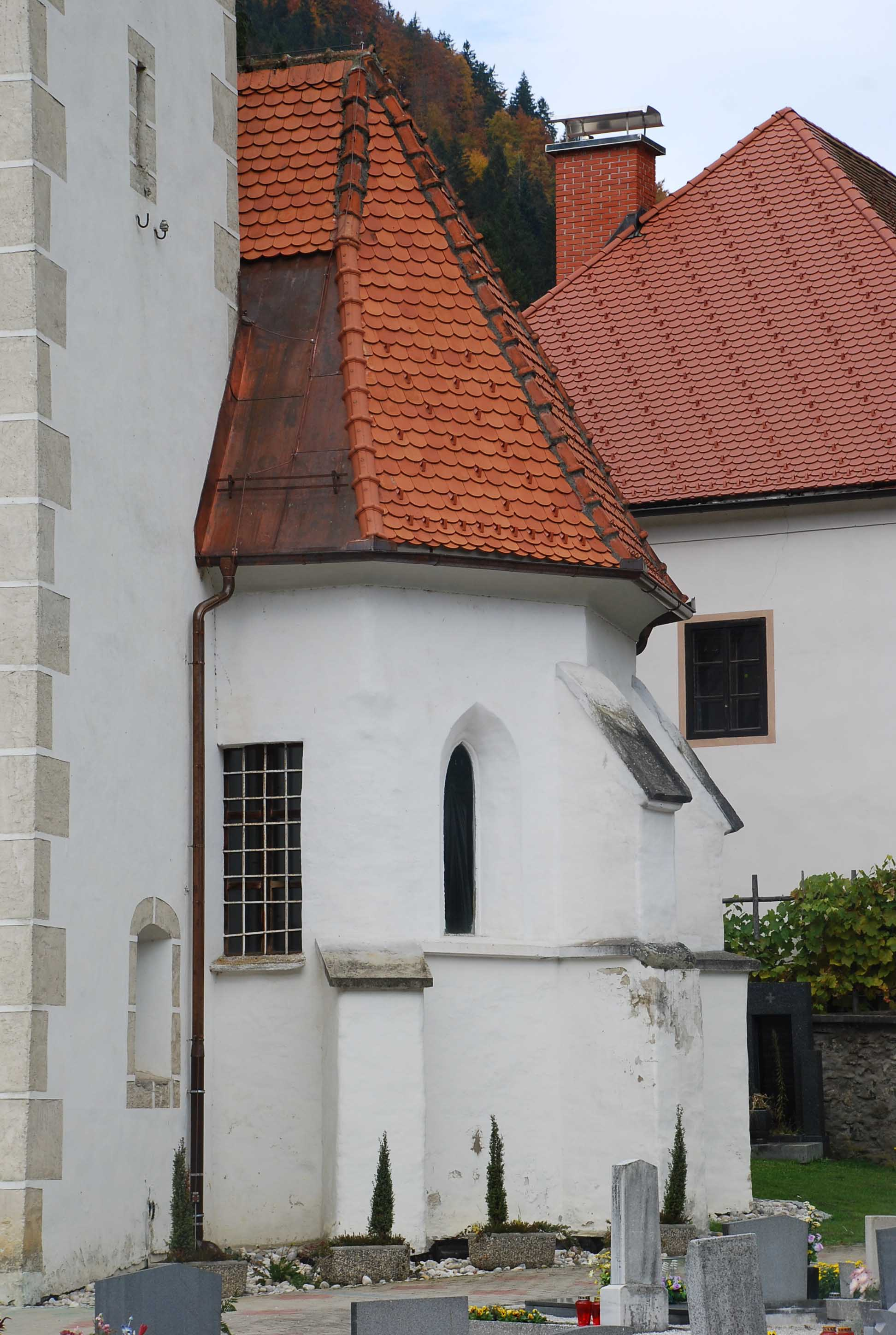
Apsis aus der Gotik
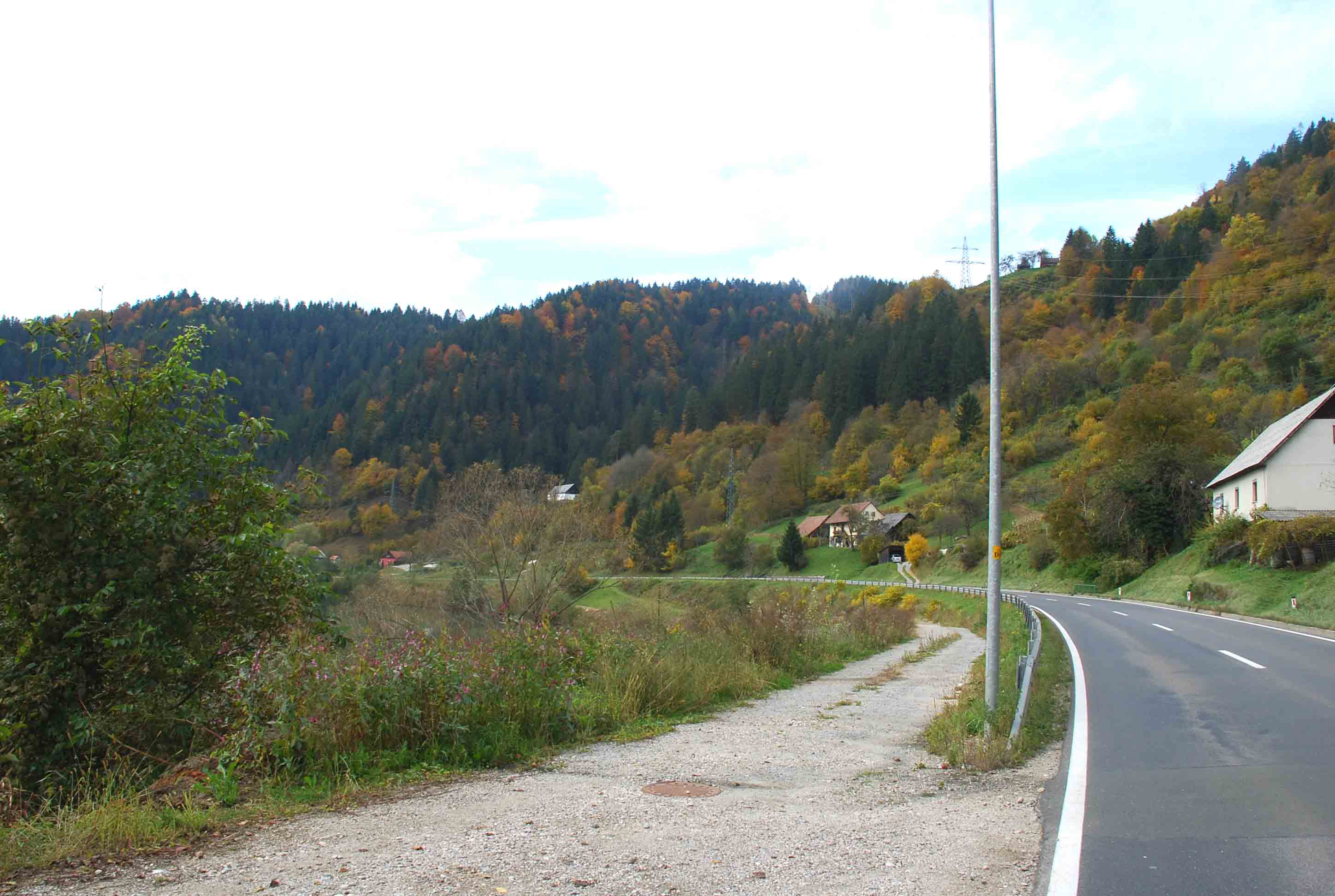
Von Brezno Richtung Westen
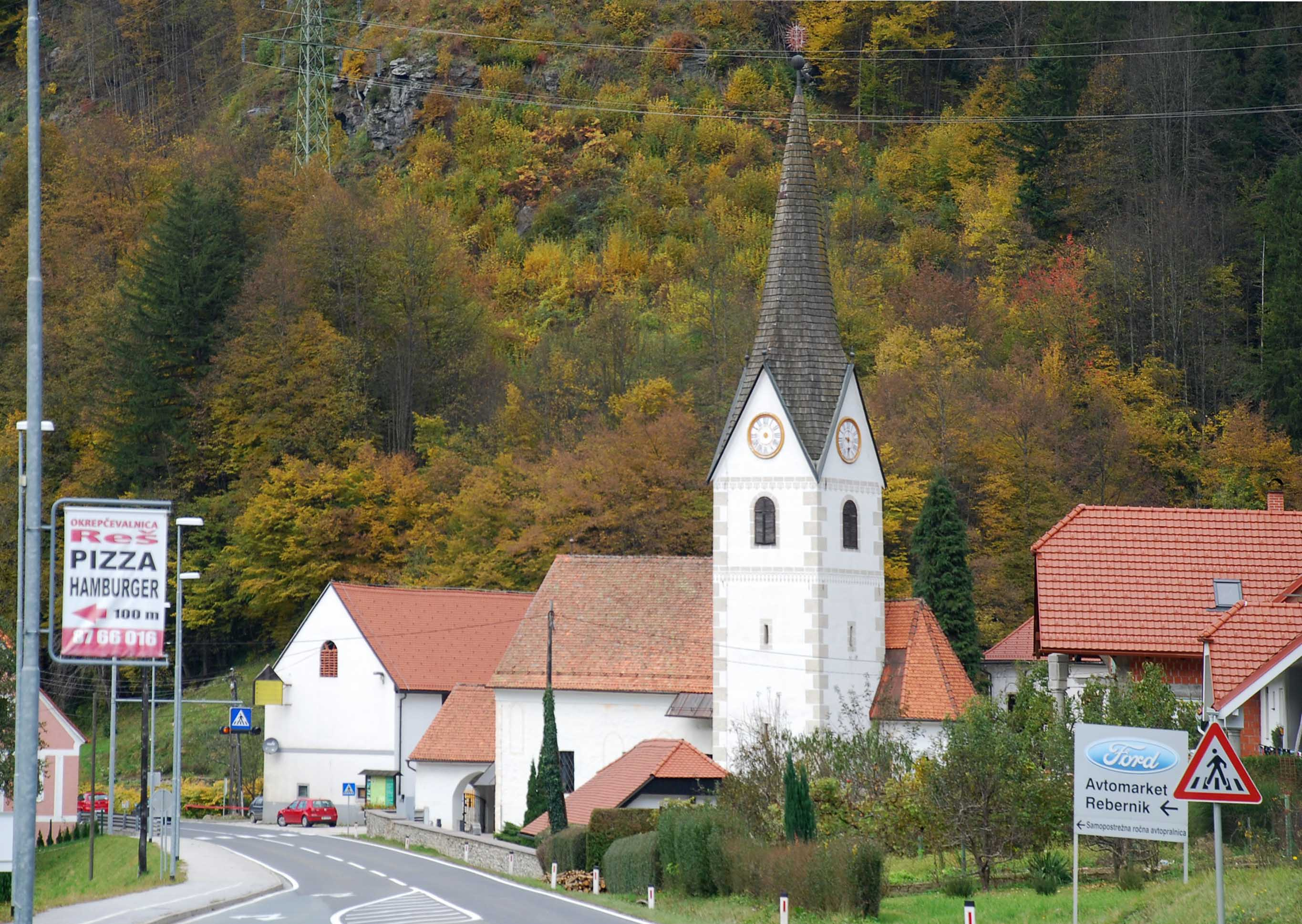
Kirchenanlage aus Osten
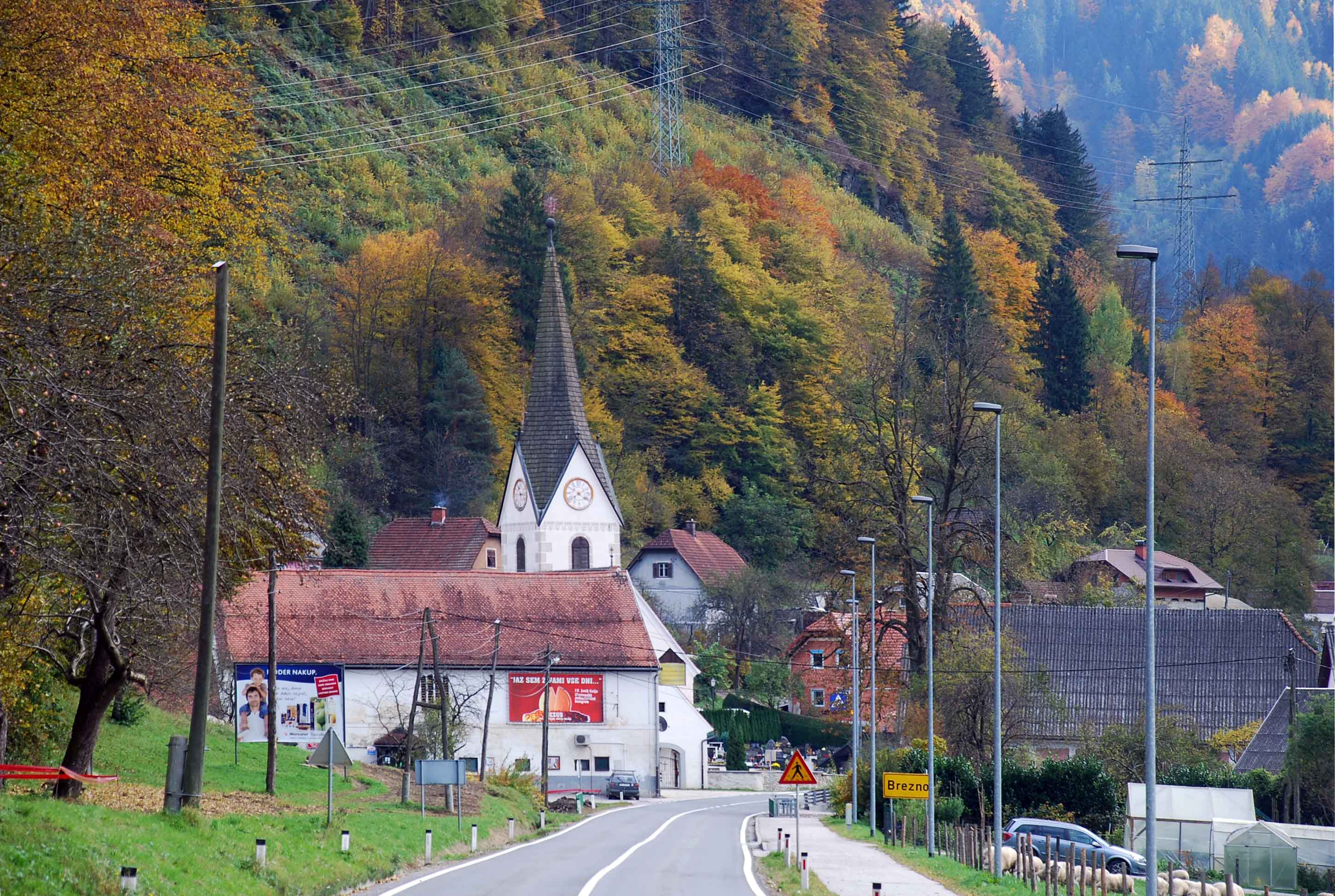
Westeinfahrt von Brezno
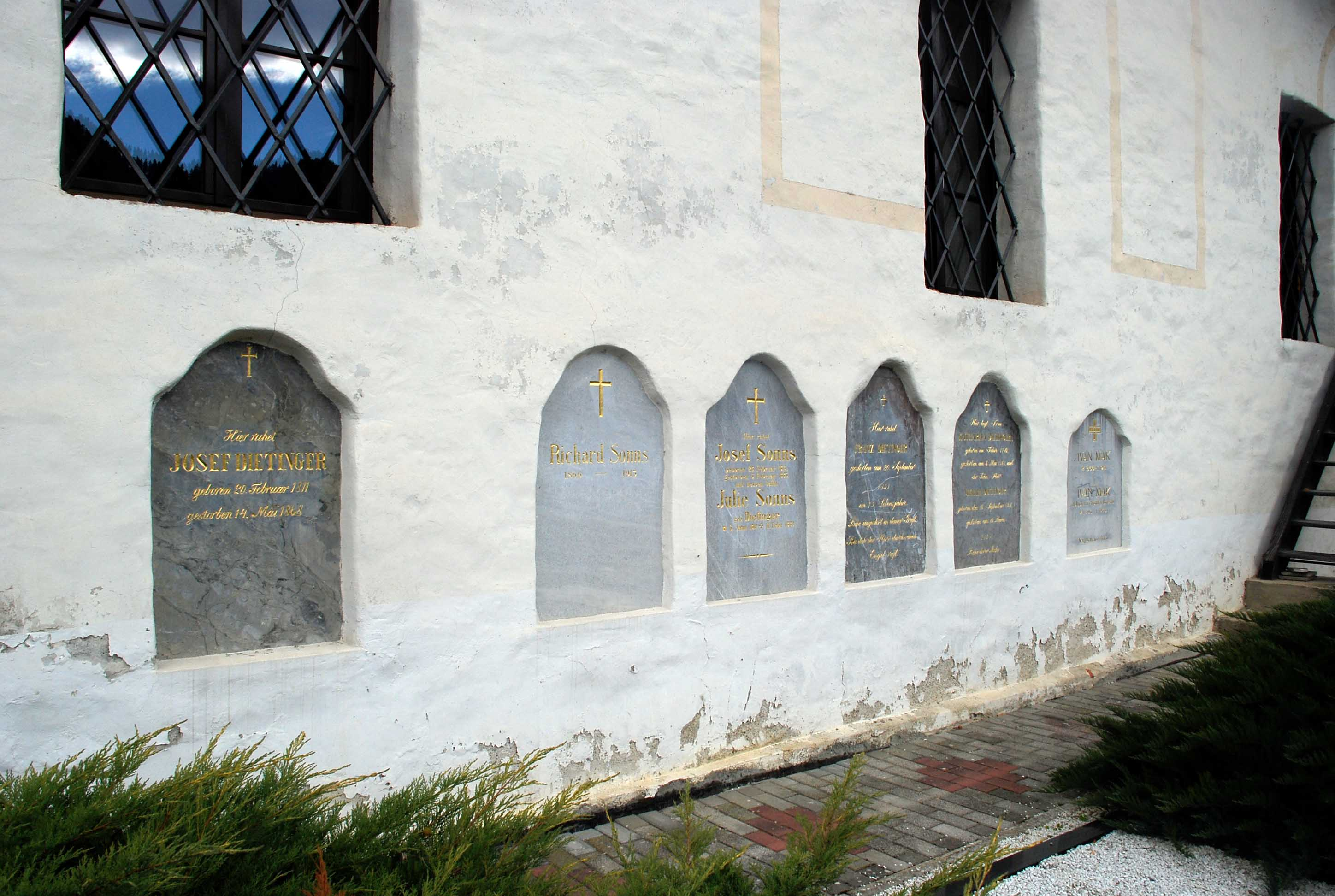
Alte Grabsteine in der Langhauswand der Kirche
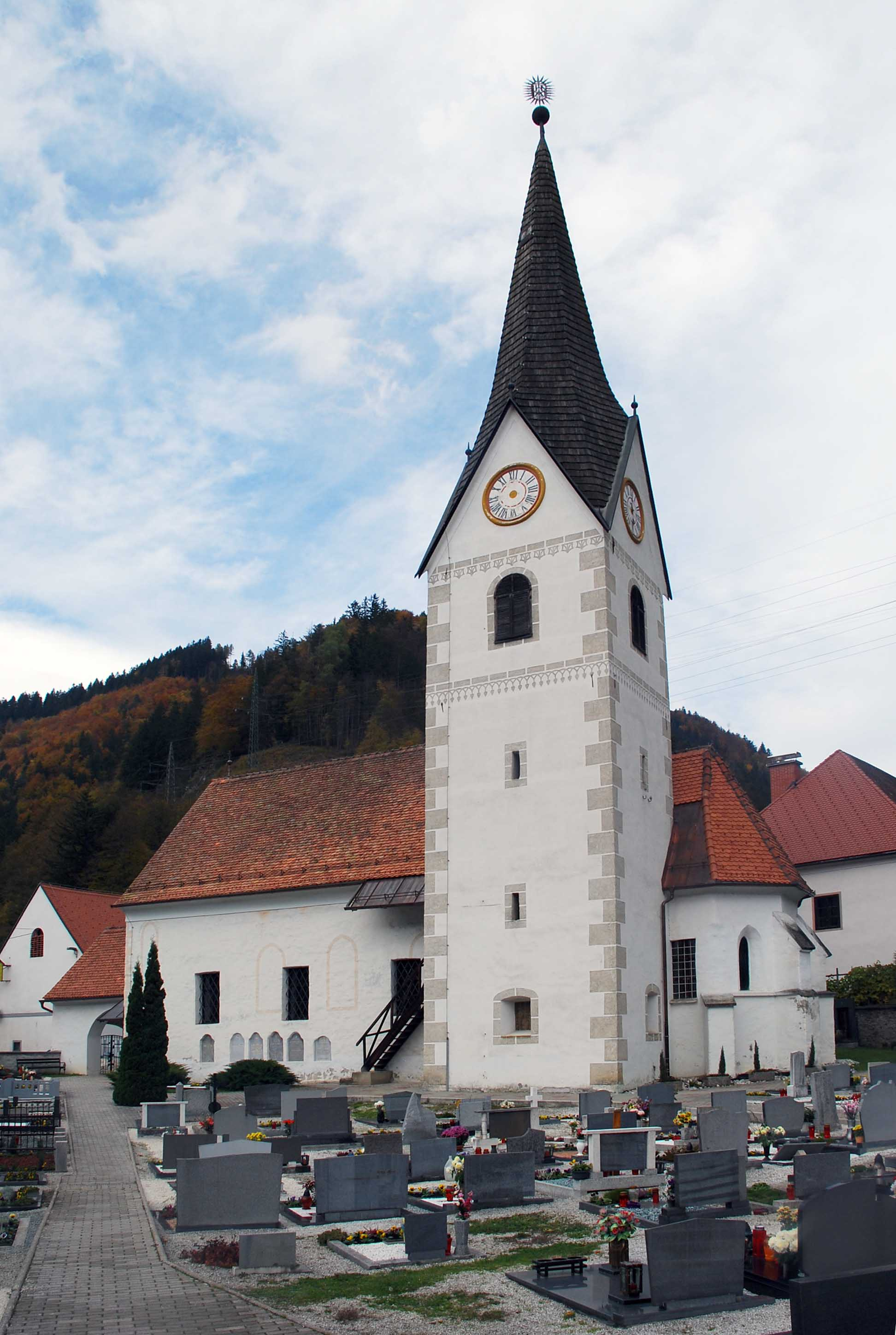
Kirchhof Brezno
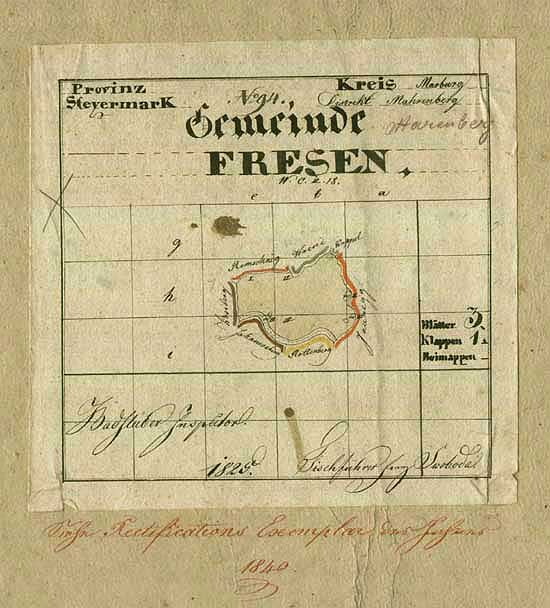
Fresen und ihre Nachbargemeinden im Kataster 1825
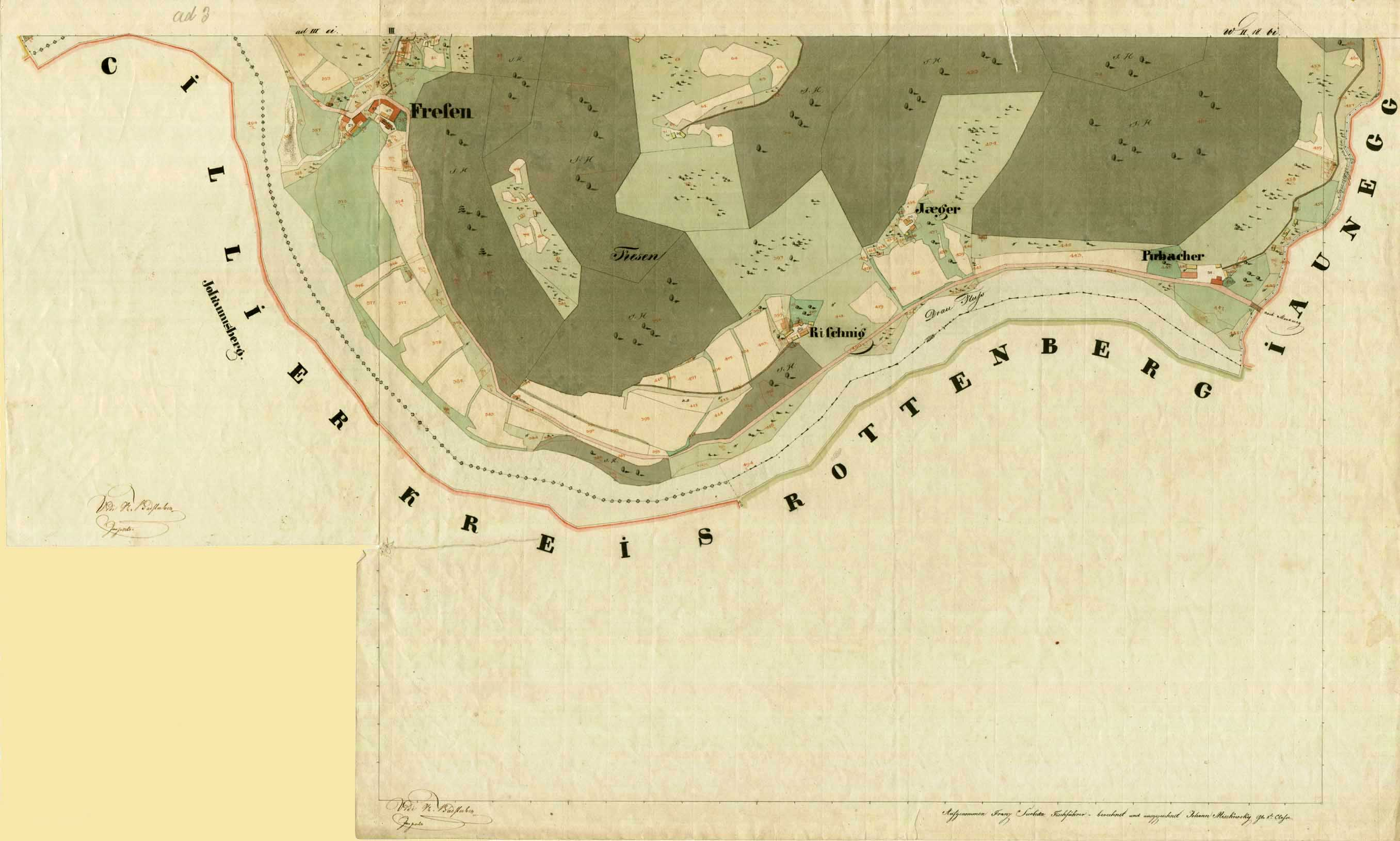
Besiedlung, Straßenverlauf und Wirtschaftsflächen im Süden Fresens 1825
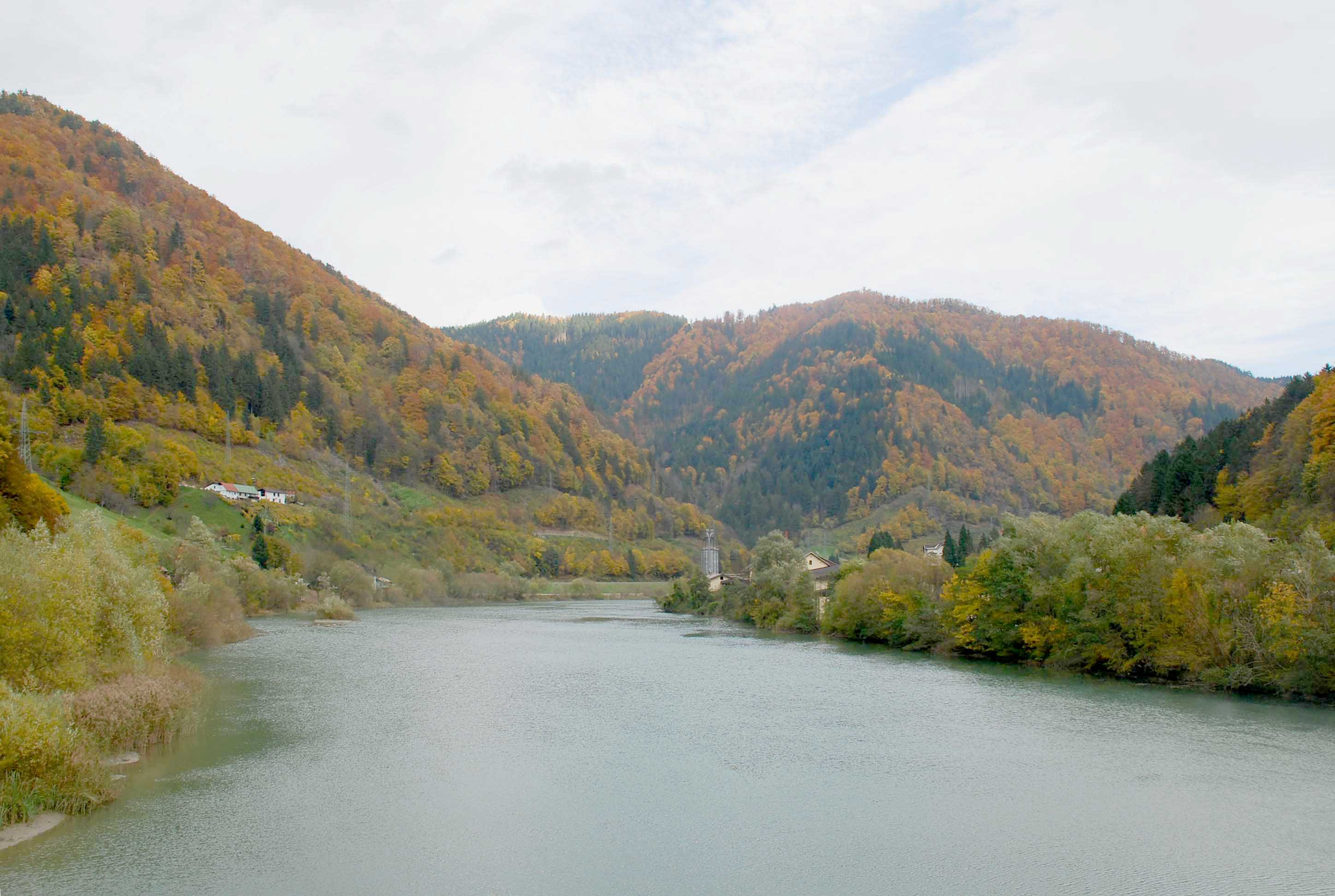
Drautal von der Brücke nach Osten
Fresen im Drautal um 1877/78 (rechts außen), Aufnahmeblatt der Landesaufnahme
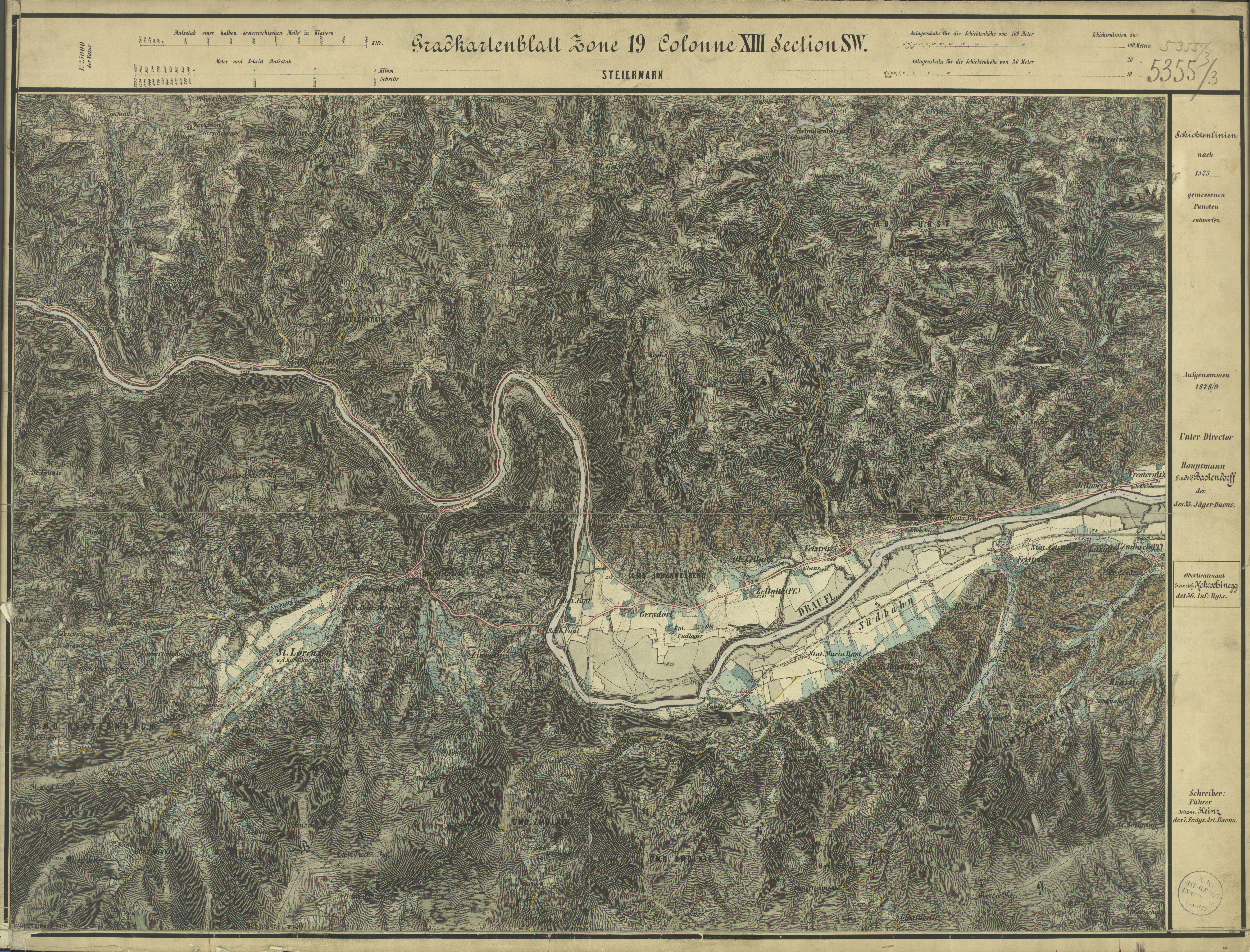
Der Osten der Gemeinde Fresen (Jaunegg und St. Oswald) um 1879 (links außen)
Gemeindegebiet in der Spezialkarte (rechts außen), Stand 1926
Der Osten von Fresen (links außen)